# Kerbela monotona
Kerbela monotona is een vlinder uit de familie van de grasmotten (Crambidae). De wetenschappelijke naam van de soort is voor het eerst geldig gepubliceerd in 1949 door Amsel.